# Zone de operații în Republica Moldova

Repartiția raioanelor Republicii Moldova între cele două zone de operații, Nord și Sud (cu crem sunt figurate raioanele incluse Zonei de Operații Nord, iar cu verde cele care aparțin Zonei de Operații Sud).

În Republica Moldova s-a propus, în perspectiva geografiei militare⁠(en)[traduceți], definirea a două zone de nivel operațional, acestea fiind Zona de Operații Nord și respectiv Zona de Operații Sud. Perspectiva asupra zonei nordice nu este unitară, existând opinia ca ar trebui definită și o a treia zonă de operații, Centru.
Arealul celor două zone, delimitat la vest de râul Prut (respectiv de frontiera de stat dintre Republica Moldova și România), este delimitat la nord-est, est și sud-est de frontiera de stat dintre Republica Moldova și Ucraina, respectiv de râul Nistru. Între cele două zone de operații limita este reprezentată de de linia Ungheni–Chișinău–Tiraspol, mai precis de aliniamentul localităților Taxobeni–Vălcineț–Nisporeni–Căinari–Tiraspol.
Respectiva zonă este inclusă Teatrului de Operații Sud-Est European și se află pe Direcția strategică de Nord-Est a acestui teatru de operații, fiind intersectată de direcțiile operative Podolică, Sud-Ucraineană și Central-Ucraineană.

## Caracteristici generale
Fizico-geografic, teritoriul intră în compunerea Câmpiei Europei de Est.

### Perspective istorice
Statul moldovenesc actual este situat într-o zonă geografică neliniștită, pe o direcție strategică adesea activată și folosită militar pe parcursul istoriei, dată fiind localizarea sa în arealul porții Europei de Sud-Est, zonă de intersectare a intereselor marilor puteri – de multe ori controlată de marile imperii ale timpului.
În timp, zona căreia în care se află astăzi republica s-a aflat în compunerea unor diferite formațiuni statale.
În prezent Republica Moldova se găsește între Federația Rusă, aflată la est și Organizația Tratatului Atlanticului de Nord, aflată la vest, respectiv, din punct de vedere politic în „zona gri” situată între Federația Rusă și Uniunea Europeană, nefiind exclus ca statul să fie nevoit să redevină teatru de război, ca urmare a reactivării direcției strategice pe care se află.

### Situația pe teren
Din perspectiva geografiei militare, arealul Republicii Moldova este inclus Teatrului de Operații Sud-Est European  fiind localizat în zona de sud-est a acestuia între Munții Carpați și Marea Neagră și se află pe Direcția strategică de Nord-Est a respectivului teatru de operații. Statul moldovenesc ocupă astfel o poziție geostrategică⁠(en)[traduceți] importantă, încadrându-se pe calea unei direcții strategice importante, într-o zonă geografică de loc liniștită: poarta Europei de Sud-Est. Aceasta determină ca problema războiului să fie una serioasă și destul de însemnată pentru republică.
Relieful Republicii Moldova este variat, neuniform și fragmentat, incluzând platouri, podișuri, dealuri, coline și câmpii. De regulă, terenul nu pune probleme complexe atât ofensivei, cât și defensivei, exceptând câmpiile, care, favorizează acțiunile ofensive și unde apărarea este dezavantajată. În ce privește rețeaua hidrografică, Nistrul și Prutul, pe porțiunile care parcurg teritoriul Republicii Moldova, se constituie în aliniamente de importanță strategică.
S-a propus definirea a două zone de nivel operațional pe teritoriul republicii: Zona de Operații Sud și respectiv Zona de Operații Nord (fiind de remarcat însă că, perspectiva în ce privește zona nordică nu este unitară, deoarece există părerea ca ar trebui definită și o a treia zonă de operații, Centru). Cele două zone de operații reprezintă spații geografice ale teritoriului național, al republicii, divizate de principalele elemente fizico-geografice.

## Delimitări geografice

### Zona de Operații Nord
Zona de de Operații Nord include teritorii din părțile de nord, centrală și sud-est ale Republicii Moldova, fiind delimitată la vest de râul Prut, respectiv de frontiera de stat dintre Republica Moldova și România (Prutul reprezentând și limita estică a Zonei de Operații Est din România), iar la nord-est și la est de cea cu Ucraina, inclusiv de râul Nistru. Limita sudică este dată de aliniamentul localităților Taxobeni–Vălcineț–Nisporeni–Căinari–Tiraspol.
În această zonă sunt incluse raioanele: Briceni, Ocnița, Edineț, Dondușeni, Rîșcani, Drochia, Soroca, Glodeni, Florești, Șoldănești, Fălești, Sîngerei, Telenești, Rezina, Călărași, Orhei, Strășeni, Criuleni, Dubăsari, Anenii Noi, alături de Transnistria (cu excepția raionului Slobozia.

### Zona de Operații Sud
Zona de de Operații Sud include teritorii din părțile de vest, centru și sud ale Republicii Moldova, fiind delimitată la vest tot de râul Prut, respectiv de frontiera de stat dintre Republica Moldova și România (Prutul reprezentând și aici limita estică a Zonei de Operații Est din România). La sud-est este delimitată tot de frontiera de stat dintre Republica Moldova și Ucraina, respectiv și de râul Nistru. Limita nordică este reprezentată de linia Ungheni–Chișinău–Tiraspol.
În această zonă sunt incluse raioanele: Ungheni, Nisporeni, Hâncești, Ialoveni, Căușeni, Ștefan Vodă, Leova, Cimișlia, Basarabeasca, Cantemir, Taraclia, Cahul, alături de Unitatea Teritorială Autonomă Găgăuzia și de raionul Slobozia din Transnistria.

## Caracteristici operative
În ce privește formele de acțiuni strategice care pot favoriza Republica Moldova, trebuie pornit de la realitatea faptului că în ce privește o potențială implicare a Republicii Moldova într-un război clasic, sau într-un eventual război de gherilă, statul moldovenesc nu aparține țărilor cu un potențial militar foarte înalt sau cu un potențial uman foarte mare și nici statelor puternice care dispun de armate bazate pe tehnologii, ori statelor al căror potențial militar este bazat mai mult pe cantitate decât pe calitate.
Relității existente i se adaugă lipsa de experiență strategică a statului, datorită parcursului său istoric.

### Generale
Spațiul geografic ala Republicii Moldova pe de o parte oferă operațiilor militare un anume grad de independență, iar pe de altă parte impune în același timp coordonarea eforturilor tuturor forțelor luptătoare și de sprijin. În contextul localizării teritoriului pe o singură direcție strategică, rezultă că apărarea teritoriului republicii implică folosirea unei singure grupări de forțe strategice, fiind de menționat, că în raport cu defensiva, în fiecare dintre zonele de operații definite va fi necesară formarea câte unei grupări de forțe de nivel operativ. Valoarea grupărilor, modulară, va urma să depindă de criterii relativ identice, precum misiunea stabilită acestora, dimensiunea spațiului alocat, caracteristicile geografice ale arealului respectiv, valoarea probabilă a forțelor inemice și alți factori, astfel că acestea vor fi de valoare brigadă, divizie sau chiar (maxim) corp de armată
În fiecare dintre zonele de operații definite, necesitatea conducerii marilor unități operative impune formarea unor comandamente operative. Acestea urmează să aibă misiuni operative alocate atât pe timp de pace, cât și în situații de criză ori de război, drept care cu scopul optimizării, pe timp de pace poate fi format și menținut un astfel de comandament operativ, care, să fie la nevoie capabil să planifice și să desfășoare acțiuni în zonele de operații respective. În ce privește conducerea strategică un Mare Stat Major pe timp de pace și un Stat Major General pe timp de război, este necesar să-și asume o astfel de responsabilitate.
Este de remarcat că spațiul geografic al republicii oferă condiții favorabile în ce privește folosirea tuturor categoriilor de forțe și a genurilor de armă, atât în cursul operațiunilor militare defensive, cât și a celor ofensive. Existența regiunilor de deal, podiș și câmpie impune totuși prezența și utlizarea trupelor mecanizate.

### Pe direcții operative
În ce privește direcțiile operative care intersectează zonele de operații, acestea sunt:
- Direcția operativ-strategică Podolică, ce coboară de la nord spre sud din Podișul Volîno-Podolic⁠(en)[traduceți][5]și intră în Republica Moldova prin nordul teritoriului țării.[7] Aceasta are axul pe la [(Ocnița–Drochia)[5] sau Edineț[12]]–Bălți[5]–Strășeni[12]–Chișinău[12]–Cimișlia[5]–Cahul.[12] Capacitatea acesteia este cea a unei grupări de forțe de valoarea unui corp de armată.[12]

O variantă a axului principal se află pe direcția Chișinău–Căușeni.
- Direcția operativ-strategică Central-Ucraineană[5] trece prin centrul țării[7] și are axul pe direcția Soroca–Bălți–Ungheni.[5] Capacitatea direcției este cea a unei grupări de forțe de valoarea a două-trei corpuri de armată.[12]

O variantă a axului principal se află pe direcția Tiraspol–Chișinău–Nisporeni–Ungheni.
O altă variantă se găsește pe direcția Tiraspol–Hîncești–Ungheni

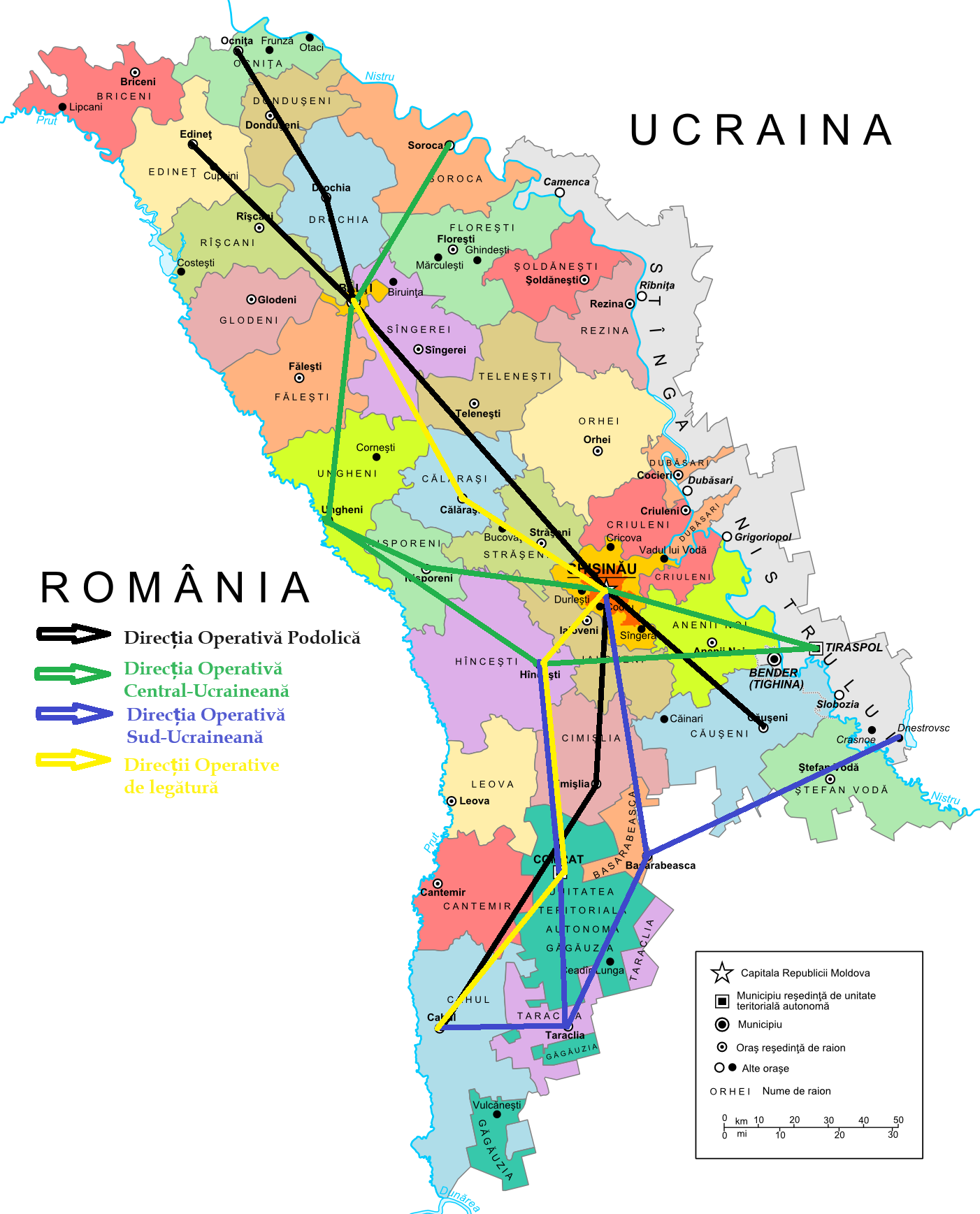
Direcțiile operativ-strategice și variantele acestora la nivelul teritoriului Rebublicii Moldova.

- Operativ-strategică Sud-Ucraineană[5] trece prin sudul țării[7] și are axul pe direcția direcția Dnestrovsc–Basarabeasca[5]–Taraclia–Cahul. Capacitatea acesteia este cea a unei grupări de forțe de valoarea a două-trei corpuri de armată.[12]

O variantă se află pe direcția Basarabeasca–Chișinău.
O altă variantă spre nord se află pe direcția Taraclia–Comrat–Hîncești.
- Direcțiile de joncțiune între cele trei direcții operativ-strategice sunt Bălți–Călărași–Chișinău–Hîncești–Comrat–Cahul:[12]

În spațiul celor trei direcții se găsesc principalele obiective de valoare operativă ale statului moldovenesc, dar dat fiind că direcțiile operative respective includ și majoritatea obiectivelor strategice de pe teritoriul republicii, aceste direcții sunt în practică de valoare operativ-strategică. În ce privește acțiunile militare:
- cele de pe direcția operativă Podolică vizează cucerirea principalelor centre politico-militare, incluzând capitala Chișinău, precum și joncțiunea cu celelalte forțe atacatoare care pot acționa pe direcțiile Central-Ucraineană și Sud-Ucraineană, pentru încercuirea forțelor defensive în raionul cu centrul la Chișinău.[5]
- cele de pe direcția operativă Central-Ucraineană vizează încercuirea forțelor defensive în raionul cu centrul la Chișinău.[5] Este o direcție de legătură între direcția operativă Podolică și direcția operativă Sud-Ucraineană.[12]
- cele de pe direcția operativă Sud-Ucraineană vizează împărțirea teritoriului zonei sudice a statului moldovenesc și ocuparea capitalei Chișinău, în cooperare cu forțele atacatoare de pe direcția Central-Ucraineană.[5]